# Ulrich Zrenner
Ulrich Zrenner (* 12. September 1962 in München) ist ein deutscher Fernsehregisseur.

## Leben
Ulrich Zrenner war eine Zeit lang Regieassistent an der Württembergischen Landesbühne Esslingen, studierte dann in seiner Geburtsstadt Regie an der dortigen Hochschule für Fernsehen und Film. Er drehte zunächst Dokumentarfilme, seit Beginn der 2000er Jahre arbeitet er ausschließlich für das Unterhaltungsfernsehen und war und ist für Fernsehfilme und einzelne Folgen bekannter Serien verantwortlich. Mehrfach inszenierte er für die Reihen Der Alte, SOKO Köln sowie für die mit verschiedenen Preisen ausgezeichnete Anwaltsserie Edel & Starck.
Gemeinsam mit Armin Kaiser schrieb Zrenner das tragikomische Theaterstück Genaueres erst nach der Obduktion. Zrenner ist Mitglied im Bundesverband Regie (BVR). und lebt in München.

## Filmografie
- 1990: Marie (Kurzfilm)
- 1996: Strass und Pleureusen – Variététänzerinnen erinnern sich
- 2000: T.E.A.M. Berlin – Der Verrat
- 2000–2002: Klinikum Berlin Mitte – Leben in Bereitschaft (7 Folgen)
- 2001: Dr. Stefan Frank – Der Arzt, dem die Frauen vertrauen (5 Folgen)
- 2002–2005: Edel & Starck (9 Folgen)
- 2003–2005: SOKO Köln (7 Folgen)
- 2004: Ein Mann für den 13ten
- 2004: Einmal Bulle, immer Bulle (2 Folgen)
- 2004: Ein Fall für zwei (2 Folgen)
- 2005–2018: Unter Verdacht (4 Folgen)
  - 2005: Das Karussell
  - 2006: Atemlos
  - 2016: Betongold
  - 2018: Verschlusssache
- 2006: Alles über Anna (3 Folgen)
- 2006: Vier Meerjungfrauen II – Liebe à la carte
- 2006: Liebes Leid und Lust
- 2006–2007: Das Beste aus meinem Leben (4 Folgen)
- 2007–2011: Stolberg (6 Folgen)
- 2007: Allein unter Bauern (2 Folgen)
- 2007: Elvis und der Kommissar (3 Folgen)
- 2007: Eine stürmische Bescherung
- 2008: Verrückt nach Emma
- 2008: Ihr Auftrag, Pater Castell (4 Folgen)
- 2009: Richterin ohne Robe
- 2009: Commissario Laurenti – Totentanz
- 2010: Ein starkes Team – Im Zwielicht
- 2011–2014: Der Alte (11 Folgen)
- 2012: Schafkopf (3 Folgen)
- 2012: Heiter bis tödlich: Henker & Richter (4 Folgen)
- seit 2013: Der Staatsanwalt (10 Folgen)
- 2015: Ein starkes Team – Tödliches Vermächtnis
- 2016: Ein Fall für zwei (2 Folgen)
- 2018: Ein starkes Team – Preis der Schönheit
- 2018: Ein starkes Team – Tod einer Studentin
- 2019: Erzgebirgskrimi – Der Tote im Stollen
- 2020: Der Staatsanwalt: Null Toleranz
- 2020: Erzgebirgskrimi – Tödlicher Akkord
- 2021: Erzgebirgskrimi – Der letzte Bissen
- 2022: Ein starkes Team: Die letzte Runde
- 2024: Ein starkes Team: Und vergib ihnen ihre Schuld